# خافيير باسكوال رودريغيز
خافيير باسكوال رودريغيز (بالإسبانية: Javier Pascual Rodríguez)‏ هو دراج إسباني، ولد في 14 نوفمبر 1971 في La Virgen del Camino ‏ في إسبانيا.

## وصلات خارجية
- خافيير باسكوال رودريغيز على موقع الاتحاد الدولي للدراجات (الإنجليزية)
- خافيير باسكوال رودريغيز على موقع أرشيف الدراجات (الإنجليزية)
- خافيير باسكوال رودريغيز على موقع إحصائيات الدراجات الإحترافية (الإنجليزية)
- خافيير باسكوال رودريغيز على موقع نسبة الدراجات (الإنجليزية)
- خافيير باسكوال رودريغيز على موقع CycleBase (الإنجليزية)